# Flock
Flock és un navegador web descatalogat especialitzat a proporcionar xarxes socials i instal·lacions Web 2.0 integrades a la seva interfície d'usuari. Les versions anteriors de Flock utilitzaven el motor de renderització HTML Gecko de Mozilla. La versió 2.6.2, publicada el 27 de gener de 2011, va ser l'última versió basada en Mozilla Firefox. A partir de la versió 3, Flock es basava en Chromium i, per tant, utilitzava el motor de representació WebKit. Flock estava disponible com a descàrrega gratuïta i també suportava Microsoft Windows, Mac OS X i, en un moment, Linux.
El suport per a Flock es va suspendre l'abril de 2011.